# Sette donne di età diversa
Sette donne di età diversa (Siedem kobiet w róznym wieku) è un cortometraggio documentario del 1978 diretto da Krzysztof Kieślowski.